# Lofóforo

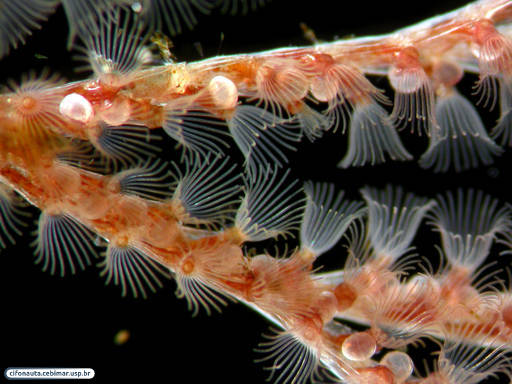
Estrutura de lofóforo de Bugula neritina, um Bryozoa

O lofóforo é um órgão da alimentação suspensívora de três grupos de animais, com a forma de anel com tentáculos à volta da boca. Os três grupos de animais (usualmente considerados filos do Reino Animalia) que possuem esta estrutura são os:
- Brachiopoda
- Bryozoa (Ectoprocta)
- Phoronida

Por essa razão, estes três grupos de animais são por vezes agregados no grupo dos Lophophorata, que parece ser monofilético.
Os entoproctos eram incluídos como lofoforados, entretanto são animais prostômios acelomados. Como resultado, a maioria dos zoólogos hoje acredita que são apenas convergentemente similares aos briozoários.

## Morfologia

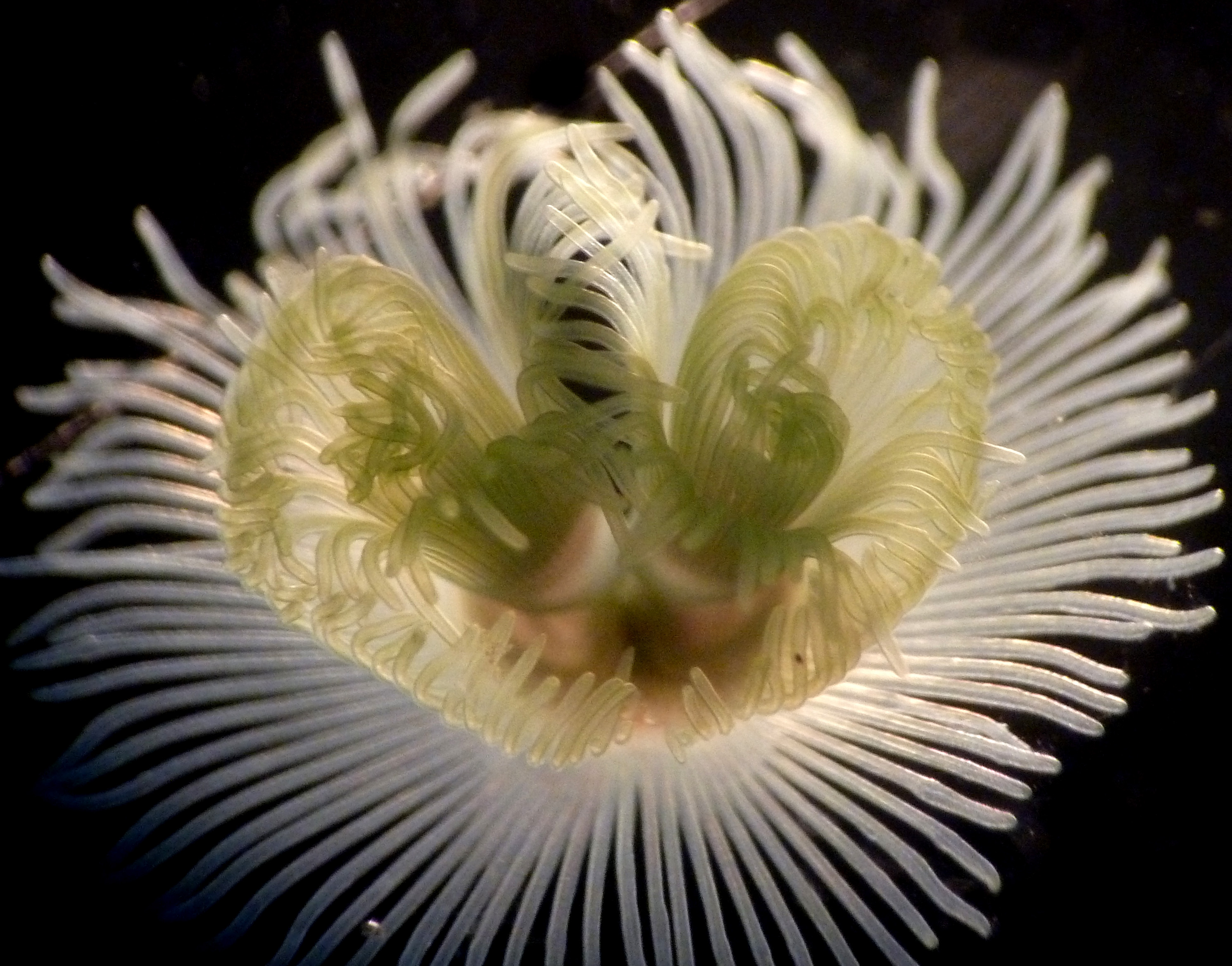
Estrutura de lofóforo de Phoronopsis harmeri, um Phoronida

O lofóforo (da palavra grega "lophos" que significa a crista de um capacete) é formado por tentáculos ocos (são uma extensão do celoma), ao contrário dos tentáculos dos moluscos, por exemplo, que têm uma estrutura muscular. Finalmente, os tentáculos de um lofóforo estão cobertos de cílios que provocam uma corrente de água (todos estes animais são aquáticos) que leva as partículas nutritivas para a boca do animal. Além da função de alimentação, o lofóforo pode servir para trocas gasosas.